# Opsitycha squalidella
Опситиха (Opsitycha squalidella) — моль родини Oecophoridae. Вона була описана Едвардом Мейріком у 1884 році і спочатку мала назву Philobota squalidella. У 2018 році вид Borkhausenia morella був синонімічним з цим видом.